# Saint-Hilaire-de-Brens
Saint-Hilaire-de-Brens é uma comuna francesa na região administrativa de Auvérnia-Ródano-Alpes, no departamento de Isère. Estende-se por uma área de 7,52 km². Em 2010 a comuna tinha 648 habitantes (densidade: 86,2 hab./km²).